# Морлок, Джослин
Джослин Виктория Морлок (англ. Jocelyn Victoria Morlock) — современный канадский композитор, пианистка и музыкальный педагог. Лауреат (2018) и номинантка (2011) премии «Джуно» за лучшую классическую композицию, штатный композитор Ванкуверского симфонического оркестра, преподаватель Университета Британской Колумбии.

## Биография
Родилась в Виннипеге в 1969 году в семье Лена и Бренды Морлок, выросла в этом городе. Занималась фортепиано с семилетнего возраста; в некрологе сообщается, что уже в детстве начала сочинять собственные короткие пьесы для фортепиано. Окончив с отличием среднюю школу Гарден-Сити, поступила в Университет Брандона, где изучала фортепиано под руководством Роберта Ричардсона, а затем композицию под руководством Патрика Каррабре. В 1994 году окончила Университет Брандона по классу фортепиано со степенью бакалавра музыки. Продолжила образование в Университете Британской Колумбии, где получила вначале степень магистра, а затем доктора музыки в 2002 году.
Среди наиболее ранних из сохранившихся работ Морлок — сочинения для камерных ансамблей Velcro Lizards (1996), Blood, Rain, Violets и Bird in the Tangled Sky (оба — 1997). В 2012—2014 годах — первый штатный композитор программы Music on Main (Ванкувер). С 2014 по 2019 год — штатный композитор Ванкуверского симфонического оркестра. Выпустила первый альбом Cobalt на лейбле Centrediscs в 2014 году. Одновременно на протяжении долгого времени преподавала композицию в Университете Британской Колумбии. Скончалась в Ванкувере в марте 2023 года.

## Творчество
Большинство произведений Морлок создавались для небольших музыкальных ансамблей, в том числе в нетрадиционных сочетаниях. Так, композиция Quoi? написана для фортепиано и ударных; пьеса Shade — для виолончели и вибрафона; Nightsong — для фагота и арфы; Velcro Lizards — для кларнета, трубы, скрипки и контрабаса. В то же время Морлок сочиняла музыку и для больших симфонических коллективов. В 2009 году она впервые выполнила заказ оркестра Национального центра искусств, написав концерт для двух скрипок с оркестром Cobalt, в 2015 году написала по заказу этого же коллектива своё самое известное произведение My Name is Amanda Todd, а с 2014 по 2019 год была штатным композитором Ванкуверского симфонического оркестра. В 2011 году сочинила балет Luft для танцевального ансамбля Turning Point. Произведения Морлок также исполняли ансамбль Vancouver Cantata Singers, Ванкуверский Баховский хор, Тихоокеанский барочный оркестр, Саскатунский и Ниагарский симфонические оркестры.
Музыка Морлок преимущественно тональная, но периодически включает ладовые вариации, вторичные и параллельные гармонии, а также статические приёмы. Она обрела популярность благодаря глубокому лиризму и мотивам природы (Oiseaux Bleus et Sauvages, Golden, The Jack Pine).

## Награды
- 2002 — Top 10 Международной трибуны композиторов[англ.][2]
- 2004 — победительница конкурса начинающих композиторов Канадского музыкального центра (регион Канадских Прерий)[4]
- 2011 — номинация на премию «Джуно» за лучшую классическую композицию (Exaudi)[7]
- 2016 — премия мэра Ванкувера в области музыки[2]
- 2018 — премия «Джуно» за лучшую классическую композицию (My Name is Amanda Todd)[2]
- 2018 — премия SOCAN в области современной классической музыки имени Яна Матейчека[2]
- 2018 — Музыкальная премия Западной Канады[2]